# Benito Rebolledo Correa
Benito Rebolledo Correa (2 de agosto de 1880 - 29 de junho de 1964) foi um pintor chileno. Ganhou o Prémio Nacional de Arte do Chile em 1959.